# Jack Alexy
John Carroll Alexy (Morristown, 19 de janeiro de 2003) é um nadador estadunidense.

## Carreira
Jack Alexy tornou-se campeão mundial júnior no revezamento 4 x 100 metros livre em 2019. Em 2021, Alexy competiu nas seletivas olímpicas dos EUA. Ele terminou em décimo nos 100 metros livres, melhorando o recorde da faixa etária dos EUA para jovens de 18 anos que Caeleb Dressel detinha desde 2015.
No Campeonato Mundial de Fukuoka, o revezamento 4 x 100 metros livre com Ryan Held, Jack Alexy, Chris Guiliano e Matt King ficou em terceiro, atrás dos australianos e italianos Destin Lasco e Justin Ress nadaram na bateria preliminar; O australiano Kyle Chalmers venceu os 100 metros livres com 0,16 segundos de vantagem sobre Alex, que por sua vez terminou 0,11 segundos à frente do terceiro colocado francês Maxime Grousset. O australiano, Cameron McEvoy, também venceu os 50 metros livres. Alexy nadou a medalha de prata, 0,51 segundos atrás, um centésimo de segundo à frente do britânico Benjamin Proud. No revezamento 4 x 100 metros medley, Hunter Armstrong, Josh Matheny, Thomas Heilman e Matt King alcançaram o tempo mais rápido na bateria preliminar. Na corrida final, Ryan Murphy, Nic Fink, Dare Rose e Jack Alexy foram três segundos mais rápidos que o revezamento preliminar e venceram por 1,8 segundos à frente dos chineses. No revezamento 4 x 100 metros livre misto, Matt King, Chris Guiliano, Olivia Smoliga e Bella Sims foram a segunda equipe mais rápida, atrás da Austrália. O quarteto australiano também venceu a final, com Jack Alexy, Matt King, Abbey Weitzeil e Kate Douglass ficando em segundo lugar.
Em 2024, nos Jogos Olímpicos de Paris, o revezamento 4 x 100 metros livre com Jack Alexy, Chris Guiliano, Hunter Armstrong e Caeleb Dressel venceu por mais de um segundo à frente dos australianos. Ryan Held e Matt King estiveram presentes na fase preliminar. O revezamento medley com Ryan Murphy, Nic Fink, Caeleb Dressel e Jack Alexy conquistou a prata meio segundo atrás dos chineses, com Hunter Armstrong, Charlie Swanson e Thomas Heilman participando da bateria preliminar.
Jack Alexy estuda na Universidade da Califórnia, Berkeley desde 2021 e nada para seu time esportivo, o California Bears.